# أبو جدحة صغير
أبو جدحة صغير قرية سوريّة تتبع إداريّاً لمحافظة حلب منطقة دير حافر ناحية رسم حرمل الإمام، بلغ تعداد سكانها 422 نسمة حسب التعداد السكاني لعام 2004.